# Diposis
- Commons
- Wikispecies

Diposis é um género botânico pertencente à família Apiaceae.